# Knooppunt Beveren
Het knooppunt Beveren is een Belgisch verkeersknooppunt in de onvoltooide Grote Ring rond Antwerpen. De R2 door de haven van Antwerpen komt hier uit op de A11/E34 tussen Zelzate en Antwerpen nabij Beveren.
Knooppunt Beveren is een trompetknooppunt.

## Richtingen knooppunt
| Aansluitende wegen                       | Aansluitende wegen                       | Aansluitende wegen | Aansluitende wegen | Aansluitende wegen                                    |
| ---------------------------------------- | ---------------------------------------- | ------------------ | ------------------ | ----------------------------------------------------- |
|                                          |                                          |                    |                    | richting Doel / Haven van Antwerpen Breda / Rotterdam |
|                                          |                                          |                    |                    |                                                       |
| richting Zelzate / Brugge Haven van Gent | richting Antwerpen / Gent Luik / Brussel |                    |                    |                                                       |
|                                          |                                          |                    |                    |                                                       |
|                                          |                                          |                    |                    |                                                       |

Aalbeke · Antwerpen-Centrum · Antwerpen-Haven · Antwerpen-Noord · Antwerpen-Oost · Antwerpen-West · Antwerpen-Zuid · Arquennes · Battice · Beaufays · Beveren · Bois-d'Haine · Brugge · Cerexhe · Charleroi-Nord · Charleroi-Sud · Cheratte · Daussoulx · Destelbergen · Doornik · Familleureux · Fexhe-Slins · Gent-Centrum · Gouy · Grâce-Hollogne · Groot-Bijgaarden · Hautrage · Hauts-Sarts · Heppignies · Heverlee · Hoog-Itter · Houdeng-Goegnies · Jabbeke · Jemappes · Kortrijk-West · Kortrijk-Zuid · Leonardkruispunt · Loncin · Lummen · Machelen · Marcinelle · Marquain · Merelbeke · Moorsele · Neufchâteau · Ranst · Sint-Stevens-Woluwe · Strombeek-Bever · Thiméon · Ville-sur-Haine · Vottem · Wilrijk-Valaar · Zaventem · Zwijnaarde